# There Is No Alternative

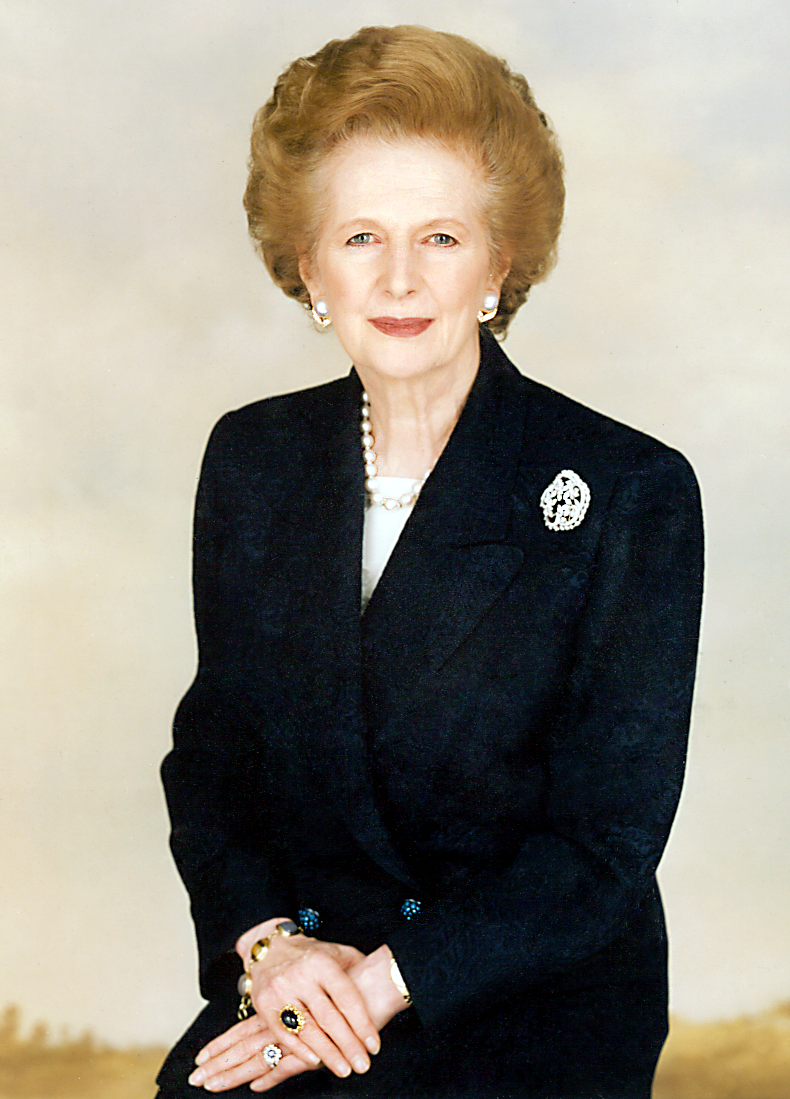
Il primo ministro inglese Margaret Thatcher, la prima ad aver adottato la frase «There is no alternative»

There is no alternative (in italiano: "Non c'è alternativa", spesso contratto nell'acronimo TINA) è uno slogan politico secondo cui il capitalismo è l'unico sistema economico possibile. 
È stato usato spesso dal primo ministro conservatore inglese Margaret Thatcher e fu poi ampiamente adottato da altri politici (per esempio Gerhard Schröder, ex primo ministro della Germania, tradusse l'argomentazione in tedesco: "Es gibt keine Alternative..."). Per questo utilizzo dello slogan, il politico Norman St John-Stevas soprannominò la Thatcher Tina. 
La frase potrebbe essere tratta, nel suo uso enfatico, da Herbert Spencer, intellettuale del XIX secolo appartenente al liberalismo classico.
Nei primi anni '90 Francis Fukuyama scrisse The End of History and the Last Man, pubblicato in italiano come La fine della storia e l'ultimo uomo, un libro in cui sulla stessa linea si argomentava la teoria secondo la quale la democrazia liberale aveva trionfato sul comunismo e la lotta storica fra sistemi politici era arrivata alla fine (sebbene ci potrebbero ancora essere eventi futuri).